# Lillemor

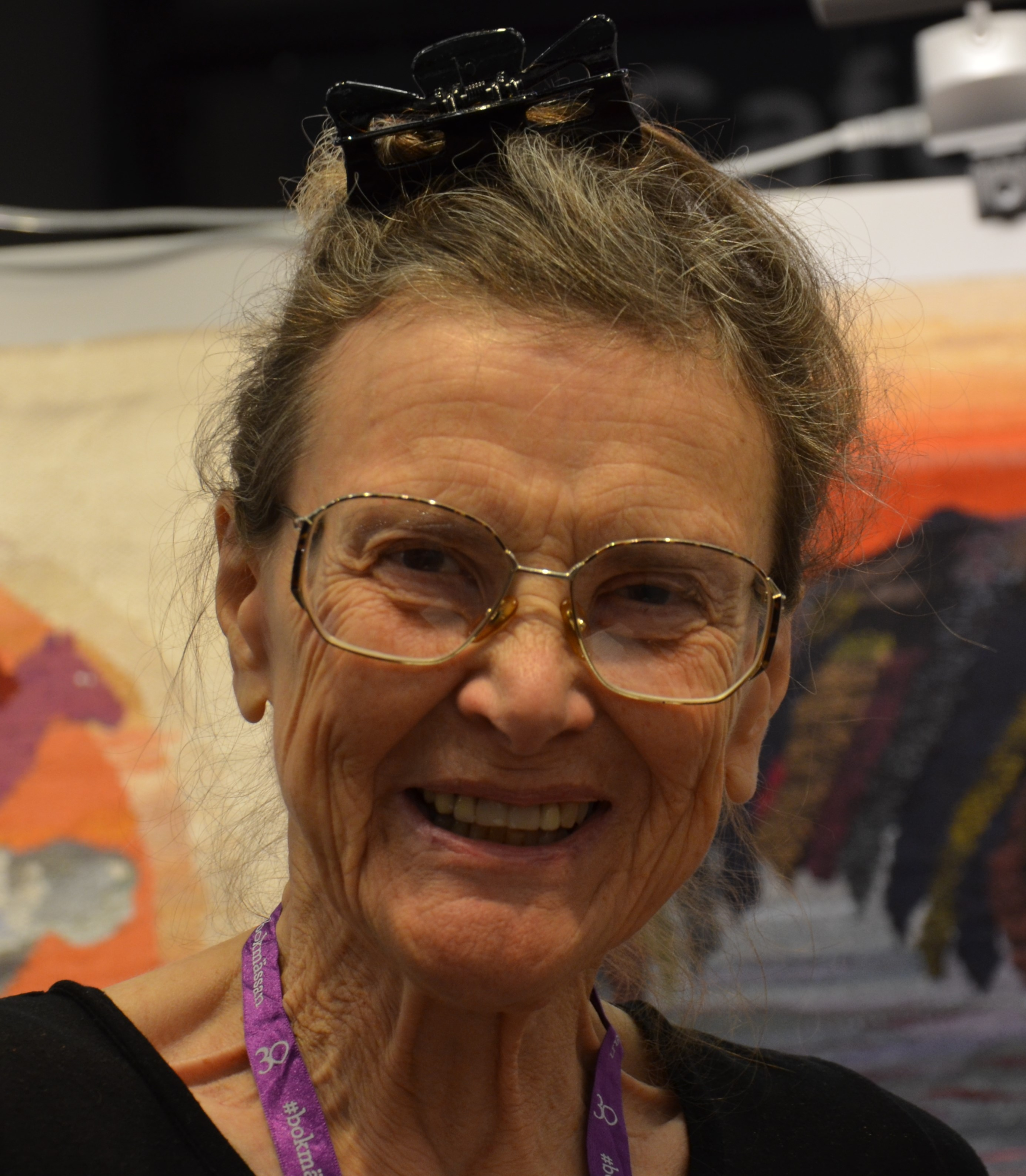
Lillemor Erlander, 2014.

Lillemor är ett nordiskt kvinnonamn som betyder just 'lilla mor'.
Namnet användes först i Norge men då som smeknamn, det äldsta belägget i Sverige är från 1901. Lillemor var som mest populärt på 1930- och 1940-talen. Den 31 december 2008 fanns det totalt 11 198 personer i Sverige med namnet Lillemor, varav 5 205 med det som tilltalsnamn. År 2004 fick 27 flickor namnet, varav 1 fick det som tilltalsnamn.
Namnsdag: 18 november (1986-1992: 18 oktober, 1993-2000: 14 maj). I den finlandssvenska namnsdagslängden har Lillemor namnsdag 8 februari sedan 2005.

## Personer med namnet Lillemor
- Lillemor Arvidsson, tidigare ordförande för Svenska kommunalarbetarförbundet (SKAF) och landshövding i Gotlands län
- Lillemor Biörnstad, skådespelerska
- Lillemor Dahlqvist, revysångerska
- Lillemor Erlander, ekonom, teolog, präst och kommunpolitiker
- Lillemor Lind, vissångerska
- Lill Lindfors (egentligen Lillemor), sångerska
- Lillemor Planck, visdiktare och skådespelare
- Lillemor Östlin, författare